# Альтман, Бруно

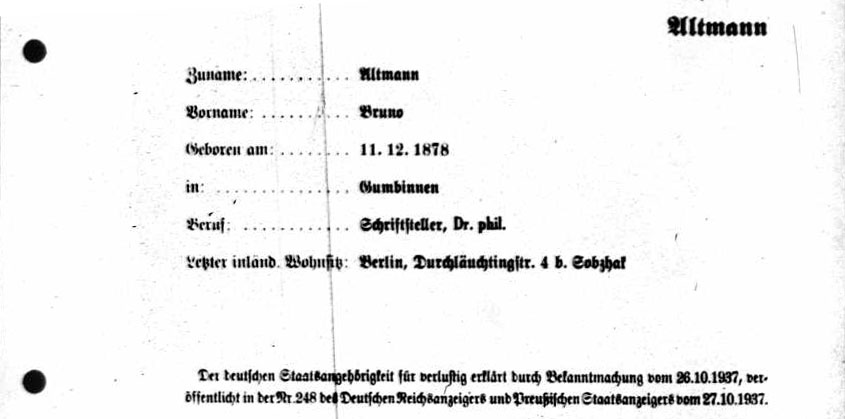
Карточка Бруно Альтмана в картотеке лишенных немецкого гражданства

Бруно Альтман (нем. Bruno Altmann; 11 декабря 1878, Гумбиннен, — 1943, Майданек) — немецкий публицист еврейского происхождения.
Альтман имел степень доктора философии и был сторонником СДПГ. В 20-х годах он поселился в берлинском районе Бриц по адресу Дёрхлойхтингштрассе, 11. После прихода нацистов к власти в 1933 году книга Vor dem Sozialistengesetz, написанная Альтманом совместно с Паулем Кампфмейером, попала в список книг, подлежащих сожжению; сам же Альтман иммигрировал во Францию, где занялся журналистикой. Он писал на многие темы, но главным образом критические статьи об университетских профессорах, работающих в нацистской Германии.
26 октября 1937 года Альтман был лишен немецкого гражданства.
В 1938 году опубликовал две статьи о поведении Мартина Хайдеггера в Третьем рейхе (были переизданы в 2009 году):
Об эволюции Хайдеггера есть много едких шуток: однако хуже всех пошутил он сам, став нацистом.
После оккупации Франции был заключен вишистами в пересыльный лагерь Дранси. 4 марта 1943 года был отправлен в концентрационный лагерь Майданек, где был убит.

## Избранная публицистика
- (mit Paul Kampffmeyer) Vor dem Sozialistengesetz. Krisenjahre des Obrigkeitsstaates. — Der Bücherkreis, 1928.
- Afrika in Amerika // Die Welt, 1929[2][3].
- Professoren Porträts // Das Wort. — Heft 2. — 1937[4].
- Ernüchterung eines Philosophen. Heidegger macht nicht mehr gerne Pfötchen // Neuer Vorwärts. — № 256. — 15. Mai 1938[1].
- Heidegger und Banse // Die Neue Weltbühne. — № 34. — 1938[1].